# Guilty Conscience
«Guilty Conscience» — пісня американського репера Емінема за участю Dr. Dre, випущена у 1999 році як третій і останній сингл з альбому The Slim Shady LP. Він також був частиною компіляції Curtain Call: The Hits 2005 року. Пісня містить семпл із пісні Рональда Стайна «Pigs Go Home» із саундтреку до фільму Getting Straight.
Концепція «Guilty Conscience» вперше виникла, коли Доктор Дре та Емінем були разом у спортзалі та обговорювали потенційні ідеї пісень. Доктор Дре запропонував співпрацю між ними під назвою «Night 'n' Day», у якій Доктор Дре писав би різні тексти, а Емінем відповідав би прямо протилежними почуттями. Емінем почав писати пісню після повернення додому того вечора. У пісні міститься жартівлива згадка про випадок, коли доктор Дре напав на Ді Барнса. Знаючи Доктора Дре лише кілька днів, Емінем хвилювався, як він відреагує на таку фразу, і, на своє полегшення, Доктор Дре «впав зі свого крісла від сміху», почувши цей текст.
У 2024 році на альбомі The Death of Slim Shady (Coup de Grâce) вийшло продовження пісні під назвою «Guilty Conscience 2». Сиквел є сольним треком і не містить участі Доктора Дре.

## Музичне відео
Відео на «Guilty Conscience» містить безперервний бек-біт з приспівом, на відміну від альбомної версії, і іншого диктора, якого грає актор Роберт Калп. Текст у приспіві є прикладом пісні «I Will Follow Him» Little Peggy March. Версія, яка транслювалася на MTV, не містила сцену вбивства в кінці пісні.
Музичне відео створено з використанням техніки bullet time, зображуючи Емінема та Доктора Дре, які репують героям пісні про те, як впоратися з їхніми конфліктними ситуаціями: зокрема спокусою чоловіка пограбувати магазин алкогольних напоїв, бажанням студента коледжу займатися сексом із неповнолітньою дівчиною на вечірці, а також бажання будівельника вбити свою дружину після того, як він спіймав її на зраді з іншим чоловіком. Доктор Дре представляє себе «чистою совістю» і виграє першу суперечку (Едді), а Емінем представляє себе «злою совістю» і виграє другу (Стен). Однак у третьому аргументі, який стосується дій, які повинен зробити Грейді (будівельник), коли він спіймав свою дружину на зраді з іншим чоловіком, глузування та звинувачення Емінема в лицемірстві змушують Доктора Дре погодитися з ним, що Грейді повинен убити їх обох. і згодом Дре пропонує Грейді взяти пістолет і вбити свою дружину та її коханця.
Відеокліп виграв у номінації «Найгарячіше музичне відео» на Online Hip-Hop Awards у 2000 році. Відео було внесено до списку 50 найбільш суперечливих відео MuchMusic під №38.

## Список композицій
UK CD-сингл
| #     | Назва                                                        | Автор                        | Продюсер(и)        | Тривалість |
| ----- | ------------------------------------------------------------ | ---------------------------- | ------------------ | ---------- |
| 1.    | «Guilty Conscience» (radio edit) (extra clean with new hook) | Marshall Mathers Andre Young | Dr. Dre Eminem [a] | 3:16       |
| 2.    | «Guilty Conscience» (instrumental)                           | Mathers Young                | Dr. Dre Eminem [a] | 3:19       |
| 3.    | «My Name Is» (clean version)                                 | Mathers Young Labi Siffre    | Dr. Dre            | 4:30       |
| 4.    | «My Name Is» (video)                                         |                              |                    | 4:28       |
| 15:33 |                                                              |                              |                    |            |

## Чарти
| Чарт (1999)                               | Пікова позиція |
| ----------------------------------------- | -------------- |
| Бельгія (Ultratip Flanders)               | 17             |
| Франція (SNEP)                            | 97             |
| Німеччина (Media Control Charts)          | 40             |
| Ірландія (IRMA)                           | 12             |
| Нідерланди (Dutch Top 40)                 | 21             |
| Нідерланди (Mega Single Top 100)          | 22             |
| Швеція (Sverigetopplistan)                | 25             |
| Велика Британія (Official Charts Company) | 5              |
| Велика Британія (UK R&B Chart)            | 1              |
| США (Hot R&B/Hip-Hop Songs) (Billboard)   | 56             |

| Чарт (1999)               | Позиція |
| ------------------------- | ------- |
| Нідерланди (Dutch Top 40) | 139     |

## Сертифікації
| Регіон                                                      | Сертифікація | Продажі   |
| ----------------------------------------------------------- | ------------ | --------- |
| Австралія (ARIA)                                            | Платиновий   | 70 000    |
| Велика Британія (BPI)                                       | Золотий      | 400 000   |
| США (RIAA)                                                  | Платиновий   | 1 000 000 |
| продажі+прослуховування, що базуються лише на сертифікаціях |              |           |